# 亨利三世 (巴伐利亞)
亨利三世（約940年—989年10月5日），又名利奧波丁王朝成員，克恩頓公爵（976年—978年及985—989年在位）及巴伐利亞公爵（983年—985年在位）。巴伐利亞公爵貝特霍爾德之子。

## 生平
亨利是巴伐利亞公爵貝特霍爾德唯一的倖存兒子，在他出生時，貝特霍爾德是出自薩克森公國的奧托王朝忠實擁護者。經過長達兩年的戰鬥，亨利的伯父阿努爾夫一世於921年終於承認捕鳥者亨利一世作為德意志國王的統治，反而因此為巴伐利亞公國取得一定的自治權。然而，亨利一世的兒子和繼承人奧托一世否認了這種特殊的地位，後者於938年將阿努爾夫的兒子和繼承人埃貝哈德廢黜並取締。國王奧托一世當阿努爾夫的弟弟貝特霍爾德宣誓效忠並放棄巴伐利亞公國的特權後，立他為公爵。
貝特霍爾德仍然是國王的忠臣，但他的兒子亨利於947年父親去世後仍是幼童，國王奧托一世藉此機會將巴伐利亞公國轉封給了自己的弟弟及阿努爾夫的女婿的亨利一世。因為亨利一世於大約937年與已故的阿努爾夫的女兒朱迪思結婚，所以他有權繼承公爵的稱號。

## 早年
成年後，亨利耐心地等待著，儘管利奧波丁家族最終仍未能取回巴伐利亞公國。955年當奧托王朝的亨利一世去世後，由其四歲的兒子亨利二世在其母親朱迪思的監護下繼承爵位。亨利二世成年後，希望提高自己的權力。954年，他的姊姊海德薇希與士瓦本公爵布爾夏德三世結婚；而亨利二世本人於972年與神聖羅馬帝國皇帝奧托一世的妻子義大利的阿德萊德的侄女勃艮第的吉塞拉結婚。當奧托一世於973年5月7日逝世後，亨利二世的姐夫施瓦本公爵布爾夏德三世亦於同年11月12日去世，亨利二世遂展現其野心，亨利二世並不滿足於只統治巴伐利亞公國，鑑於新皇帝奧托二世開始統治上有困難時，於是提出繼承布爾夏德三世的士瓦本公國的要求。奧托二世斷言拒絕其要求，將士瓦本公國封給已故士瓦本公爵魯道夫的兒子、他的侄子奧托。
翌年，巴伐利亞公爵亨利二世在巴伐利亞和薩克森貴族的支持下，公開反對他的堂弟神聖羅馬皇帝奧托二世，甚至獲得波希米亞公爵波列斯拉夫二世和波蘭公爵梅什科一世的支持。皇帝奧托二世為自己的統治而奮鬥，終於在976年，向巴伐利亞首都雷根斯堡進軍，並宣布罷免亨利二世公爵的地位。

## 克恩頓公爵
當皇帝趁機重新安排帝國東南部領土時，耐心的利奧波丁家族繼承人亨利三世終於獲得補償。奧托二世於976年將之前納入巴伐利亞公國的克恩頓馬克的領地建立新的克恩頓公國並賜封給亨利（為亨利一世），公國領地包括對施蒂里亞、卡尼奧拉和伊斯特拉及意大利凡羅納馬克（他的父親貝特霍爾德早在927年就已獲得德意志國王（捕鳥者）亨利一世授予的克恩頓公爵稱號）。被分割後的巴伐利亞公國傳給忠實的支持者士瓦本公爵奧托一世，而巴奔堡王朝的利奧波德則受封奧地利馬克，成為奧地利藩侯。
然而，可能因為亨利於978年與已被廢黜的前巴伐利亞公爵亨利二世及奧格斯堡主教亨利一世在皇帝奧托二世征討波希米亞時發起“三亨利戰爭”的叛亂行為而被罷黜。他們與波希米亞公爵波列斯拉夫二世一起佔領巴伐利亞公國的帕紹，但被奧托二世的軍隊擊敗。在馬德堡帝國會議中，皇帝罷免亨利並將克恩頓公國封給他的外甥薩利安王朝的沃爾姆斯的奧托。當時，德意志南部的所有公國-士瓦本、巴伐利亞和克恩頓-皆在皇帝的親戚手上。

## 晚年與逝世
士瓦本公爵和巴伐利亞公爵奧托一世逝世後，皇帝奧托二世於983年在史蒂洛戰役擊敗西西里酋長國的卡爾比王朝，但是巴伐利亞公爵奧托一世戰死，皇帝奧托二世遂重召亨利，並於凡羅納帝國會議中賜封亨利為巴伐利亞公爵（是為亨利三世）。儘管如此，亨利三世的統治仍然受到（爭論者）亨利二世的反對，當皇帝於同年逝世後，太后賽奧法諾代表其未成年兒子、繼任的皇帝奧托三世於985年與亨利二世和解。亨利三世不得不放棄巴伐利亞公國給亨利二世，並從沃爾姆斯的奧托的手上再次獲得克恩頓公國。
當亨利三世於989年死後無嗣，利奧波丁家族滅絕。亨利二世在克恩頓和凡羅納繼承亨利三世的爵位，從而再次將巴伐利亞和卡林西亞兩公國聯合起來。亨利三世被葬於尼德拉泰爾奇修道院。

## 註腳
1. ↑  Foundation for Medieval Genealogy BAVARIA, DUKES - 2 a) HEINRICH （页面存档备份，存于）
2. ↑  Reindel, Kurt. . Berlin: Duncker & Humblot. 1969: 341. ISBN 3-428-00189-3.
3. ↑  Leyser, Karl (1979). Rule and Conflict in an Early Medieval Society. Ottonian Saxony. Edward Arnold. ISBN 0-7131-6218-X betw. pp. 91 and 92